# キャロル・ロング
キャロル・サマーフィールド・ロング（Carrol Summerfield Long、1850年1月3日 - 1890年9月4日）は米国メソジスト監督教会の宣教師である。鎮西学院の創設者として知られる。
1850年アメリカ合衆国テネシー州マックミン郡アセンズの牧師の長男として生まれる。1875年に東テネシー・ウェスレヤン大学（現テネシーウエスレヤン大学）を卒業して、メソジスト教会の牧師とキャンドラー・カレッジの学長を兼務する。
メソジスト外国宣教局から選ばれ、日本派遣宣教師になる。1880年（明治13年）4月4日に教育宣教師として長崎に上陸する。出島を中心に活動していたJ・C・デヴィソン宣教師の協力で、外国人居留地東山手16番館に居住する。自宅の書斎で、数名の生徒を相手に英語を聖書の授業を始める。1881年（明治14年）10月23日加伯利英学校（カブリー・セミナリー）と呼ばれた東山手に木造二階建ての校舎を完成させる。加伯利英学校は鎮西学館（鎮西学院）の前身になる。
1882年（明治15年）4月に長崎教区の責任者となり、九州全域にわたる伝道事業を管理する。一時帰国後1887年（明治20年）に再来日し、名古屋教区に派遣され、名古屋中央教会を創立する。1890年（明治23年）帰国して、米国で牧師として活動するが、ノースカロライナ州で亡くなる。